# Proces stochastyczny progresywnie mierzalny
Progresywna mierzalność – własność procesu stochastycznego, która jest silniejsza od adaptowania procesu do danej filtracji.

## Definicja
Niech
- {\displaystyle (\Omega ,{\mathcal {F}},{\mathsf {P}})} będzie przestrzenią probabilistyczną;
- {\displaystyle (U,{\mathcal {A}})} będzie przestrzenią mierzalną;
- {\displaystyle X\colon T\times \Omega \to U} będzie procesem stochastycznym (gdzie {\displaystyle T=[0,\infty ),[0,t_{0}],\mathbb {N} _{0}} itp.);
- {\displaystyle \{{\mathcal {F}}_{t}\colon t\in T\}} będzie ustaloną filtracją (tj. niemalejącą rodziną pod-σ-algebr σ-algebry {\displaystyle {\mathcal {F}}});
- {\displaystyle {\mathcal {B}}([0,t])} oznacza algebrę zbiorów borelowskich na {\displaystyle [0,t]\cap T.}

Proces {\displaystyle X} nazywany jest progresywnie mierzalnym względem filtracji {\displaystyle ({\mathcal {F}}_{t}),} gdy dla każdego {\displaystyle t\in T} odwzorowanie
{\displaystyle [0,t]\cap T\times \Omega \to U}
określone wzorem
{\displaystyle (s,\omega )\mapsto X_{s}(\omega )}
jest mierzalne względem σ-algebry produktowej {\displaystyle {\mathcal {B}}([0,t])\otimes {\mathcal {F}}_{t}}.
W szczególności, proces {\displaystyle X} jest adaptowany do filtracji {\displaystyle {\mathcal {F}}_{t}.}

### Zbiory progresywnie mierzalne
Podzbiór {\displaystyle P\subseteq T\times \Omega } jest progresywnie mierzalny, gdy proces
{\displaystyle X_{s}(\omega ):=\mathbf {1} _{P}(s,\omega )}
jest progresywnie mierzalny (zob. funkcja charakterystyczna zbioru). Zbiór progresywnie mierzalnych podzbiorów {\displaystyle T\times \Omega } tworzy σ-algebrę.

## Własności
- Niech {\displaystyle B=(B_{t})_{t\geqslant 0}} będzie ruchem Browna. Przestrzeń tych procesów stochastycznych {\displaystyle X\colon [0,t_{0})\times \Omega \to \mathbb {R} ^{n},} dla których całka Itō

{\displaystyle \int \limits _{0}^{T}X_{t}\,\mathrm {d} B_{t}}
względem {\displaystyle B} jest zdefiniowana, jest tożsama z rodziną (klas abstrakcji) procesów stochastycznych należących do przestrzeni Lebesgue’a {\displaystyle L^{2}([0,t_{0}]\times \Omega ;\mathbb {R} ^{n}).}